# Championnat du monde féminin de hockey sur glace 1992
Navigation
Championnat du monde 1990 Championnat du monde 1994
Le second Championnat du monde féminin de hockey sur glace a eu lieu du 20 au 26 avril 1992. Après l’annulation du tournoi 1991, huit nations participent une nouvelle fois à la compétition internationale pour le groupe A. Le tournoi s’est joué à Tampere en Finlande.

## Premier tour

### Groupe A
Résultats
| Équipes  | Can  | Suè. | Chine | Dan. |
| -------- | ---- | ---- | ----- | ---- |
| Canada   |      | 6–1  | 8–0   | 10–0 |
| Suède    | 1–6  |      | 6–2   | 4–1  |
| Chine    | 0–8  | 2–6  |       | 5–2  |
| Danemark | 0–10 | 1–4  | 2–5   |      |

Classement
|   | Équipe   | PJ | V | N | D | BP | BC |
| - | -------- | -- | - | - | - | -- | -- |
| 1 | Canada   | 3  | 3 | 0 | 0 | 24 | 1  |
| 2 | Suède    | 3  | 2 | 0 | 1 | 11 | 9  |
| 3 | Chine    | 3  | 1 | 0 | 2 | 7  | 16 |
| 4 | Danemark | 3  | 0 | 0 | 3 | 3  | 19 |

### Groupe B
Résultats
| Équipes    | U.S.A. | Fin. | Nor. | Sui. |
| ---------- | ------ | ---- | ---- | ---- |
| États-Unis |        | 5–3  | 9–1  | 17–0 |
| Finlande   | 3–5    |      | 11–3 | 13–1 |
| Norvège    | 1–9    | 3–11 |      | 4–1  |
| Suisse     | 0–17   | 1–13 | 1–4  |      |

Classement
|   | Équipe     | PJ | V | N | D | BP | BC |
| - | ---------- | -- | - | - | - | -- | -- |
| 1 | États-Unis | 3  | 3 | 0 | 0 | 31 | 4  |
| 2 | Finlande   | 3  | 2 | 0 | 1 | 26 | 9  |
| 3 | Norvège    | 3  | 1 | 0 | 2 | 8  | 21 |
| 4 | Suisse     | 3  | 0 | 0 | 3 | 2  | 34 |

## Second tour

### Matchs de classement
Les quatre nations finissant aux deux dernières places de leur poule ont joué par la suite un mini-tournoi pour établir le classement entre la huitième et la cinquième place. L’équipe classée à la dernière place d’une poule jouant contre l’équipe classée troisième de l’autre poule. Les équipes remportant leur match jouant alors pour la cinquième place.
Dans le match opposant la Suisse et la Chine, les Suisses ont perdu à la suite de deux prolongations le 24 avril sur le score de 2 buts à 1. Dans l’autre match, le même jour, les Norvégiennes ont blanchi les Danoises 2 buts à 0. Deux jours plus tard, ces dernières ont remporté le match pour la septième place conte les Suisses 4 à 3 à l’issue de la prolongation. La Chine a battu les Norvégiennes sur la marque de 2 à 1 pour la cinquième place.

### Play-offs
Les matchs des demi-finales se sont joués le 25 avril. Les Américaines et les Canadiennes se sont qualifiées pour la finale en écartant respectivement les Suédoises (6 à 4) et les Finlandaises (6 à 2).
Pour la médaille de bronze, la Finlande et la Suède ne sont départagées qu’à l’issue de la seconde prolongation avec une victoire finlandaise 5 buts à 4.
Pour la seconde fois, le Canada a remporté la médaille d’or en écrasant 8 buts à 0 leurs voisines nord-américaines.

## Bilan

### Classement
|        | Équipe     |
| ------ | ---------- |
| Or     | Canada     |
| argent | États-Unis |
| bronze | Finlande   |
| 4      | Suède      |
| 5      | Chine      |
| 6      | Norvège    |
| 7      | Danemark   |
| 8      | Suisse     |

## Sources
- (de) Cet article est partiellement ou en totalité issu de l’article de Wikipédia en allemand intitulé « Eishockey-Weltmeisterschaft 1992 » (voir la liste des auteurs).